# Jeffrey Sachs
Jeffrey David Sachs, född 5 november 1954 i Detroit, Michigan, är en amerikansk nationalekonom främst känd som ekonomisk rådgivare i Latinamerika, Östeuropa, före detta Jugoslavien, Asien och Afrika. Han är professor och ordförande för the Earth Institute vid Columbia University. Han var även specialistrådgivare för Förenta nationernas tidigare generalsekreterare Ban Ki-moon. Från 2002 till 2006 var Sachs specialistrådgivare för Förenta nationernas dåvarande generalsekreterare Kofi Annan och även ordförande för FN:s Millenniumprojekt. Han föreslog chockterapi (även om han själv inte gillar begreppet) som lösning till de ekonomiska kriserna i Bolivia, Polen och Ryssland. Han är även känd för sitt arbete med internationella organ i frågor som fattigdomsreducering, låneavskrivning och sjukdomskontroll, speciellt hiv och aids i utvecklingsländerna. Han rankades 2004 och 2005 bland världens 100 mest inflytelserika personer av Time magazine. Han höll 2007 års Reith-föreläsning, en sedan 1948 årligt återkommande radioföreläsning i BBC.

## Biografi
Sachs tog examen 1972 vid Oak Park High School i Oak Park, Michigan. Med utmärkelsen summa cum laude (högsta utmärkelsen) tog Sachs kandidatexamen i nationalekonomi på Harvard University 1976. Hans magisterexamen och doktorsexamen togs även de på Harvard University 1978 respektive 1980. Han har utmärkelser från flera institut, däribland Simon Fraser University och Ohio Wesleyan University. Efter att Sachs blivit utnämnd till doktor blev han antagen till Harvards fakultet som assisterande professor 1980 och blev professor 1983, bara 29 år gammal. Sachs tillbringade 20 år vid Harvard University innan han fick anställning på Columbia University.
Bolivia blev det första landet som Jeffrey Sachs kunde prova sina teorier på. 1985 var Bolivias ekonomi underminerad på grund av hyperinflation, vilket medförde att landet inte kunde betala tillbaka sina skulder till Internationella valutafonden – IMF. Som aktiv ekonomisk rådgivare till Bolivias regering drog Sachs upp en plan som antogs under namnet decree 21060. Bolivias inflation hade uppnått 20 000 % per år 1985. När Sachs lämnade landet två år senare, hade inflationen sjunkit till 11 %.
Sachs påbörjade sin rådgivning för polska Solidarność innan de tog den regeringsmakten i augusti 1989. Den första januari gav Sachs och den före detta IMF-ekonomen David Lipton den polska regeringen råd som senare skulle bli kallad chockterapi – den snabba växlingen från offentliga tillgångar till privat ägande. Efter vissa mindre initiala problem stabiliserades den polska ekonomin.
Den ryska regeringen bjöd in Sachs för att applicera mirakelåtgärden Sachs gjort i Polen i slutet på 1991. Sachs introducerade sin Harvardkollega Andrei Shleifer i den ryska regeringen. Det bestämdes att Shleifer skulle rådgöra om privatisering emedan Sachs rådgjorde för de makroekonomiska spörsmålen.
1995 ersatte Sachs Dwight Perkins som styresman för en av många internationella konsultassociationer för John F. Kennedy School of Government vid Harvard Institute for International Development (HIID). 1999 avgick Sachs för att leda en spinoff vid namn the Center for International Development (CID). CID började med överföring av drygt hälften av HIID:s donationsmedel, överlevde avvecklingen av HIID är 2000 efter två års ekonomiskt underskott och en rättsprocess mot Harvard av United States Agency for International Development (USAID) efter Andrei Shleifers HIID konsultprojekt i Ryssland 1992–1997.
När Shleifer blev avskedad I maj 2007 lade Shleifer ansvaret för skandalen på Sachs (Jag var bara konsult, det var Jeffreys [Sachs] program och han styrde det).
Förutom Sachs egna projekt lyckades inte CID attrahera tillräcklig finansiering eller brett akademiskt engagemang. I mars 2002 avsade sig Sachs uppdraget för att bli ordförande för The Earth Institute vid Columbia University.
Sedan dess har Sachs, förutom ordförande, varit professor vid Columbia's Department of Economics, School of International and Public Affairs och Department of Health Policy and Management. 2003 fick Sachs även en professur i hållbar utveckling. Han är även chef för FN:s Millennium Project, ordförande och en av grundarna till Millennium Promise och forskare vid National Bureau of Economic Research. Sachs har även tidigare varit rådgivare för IMF, Världsbanken, OECD, Världshälsoorganisationen och FN:s utvecklingsprogram.

## Böcker, teorier och utspel
I boken The End of Poverty skrev Sachs att Afrikas regeringar är fattiga för att Afrika är fattigt. Enligt Sachs går det med rätt politik att få massfattigdomen, de 1,1 miljarder extremt fattiga som lever på mindre än 1 dollar per dag, utrotad inom 20 år. Kina och Indien är bra exempel på detta. Kina lyfte 300 miljoner ur fattigdom under de senaste 20 åren. En nyckel, enligt Sachs, skulle vara att öka biståndet från 65 miljarder dollar 2002 till 195 miljarder till 2015. Sachs menar att geografi även har en stor inverkan, då Afrika är avskilt och smittoförföljt. Sachs vill trycka på att dessa problem går att överbrygga. Sjukdomar (till exempel malaria) kan kontrolleras och infrastruktur kan byggas. När fokus inte sätts på dessa problem kommer den politiska eliten fokusera på att forsla resursbaserade tillgångar ut ur landet så fort som möjligt och investeringar och utveckling förblir hägringar.
Sachs menar att han har utvecklat en ny gren av nationalekonomin kallad "klinisk ekonomi" (engelska: Clinical Economics). Hans forskningsområde omfattar kopplingen mellan hälsa och utveckling, ekonomisk geografi, globalisering, övergång till marknadsekonomi, utvecklingsmarknader, ekonomisk utveckling, global konkurrens, makroekonomiska förhållningssätt i utvecklingsländer och utvecklade länder.
Jeffrey Sachs har även gjort politiska utspel. Exempelvis menar han att USA begick ett stort misstag då de gick in i Syrien 2011 för att störta Assad-regimen. 

## Påtänkt som presidentkandidat
I början av 2007 grundades den ideella föreningen Sachs for President Draft Committee för att nominera Jeffrey D. Sachs till president i 2008 års val i USA.

## Publikationer
Avhandlingar
- Humphreys, Macartan, Sachs, Jeffrey, and Stiglitz, Joseph (eds.). "Escaping the Resource Curse" Columbia University Press ISBN 978-0-231-14196-3
- Sachs, Jeffrey (2005). The End of Poverty: Economic Possibilities for Our Time Penguin Press Hc ISBN 1-59420-045-9
- Sachs, Jeffrey (2003). Macroeconomics in the Global Economy Westview Press ISBN 0-631-22004-6
- Sachs, Jeffrey (2002). A New Global Effort to Control Malaria (Science), Vol. 298, October 4, 2002
- Sachs, Jeffrey (2002). Resolving the Debt Crisis of Low-Income Countries (Brookings Papers on Economic Activity), 2002:1
- Sachs, Jeffrey (2001).  The Strategic Significance of Global Inequality (The Washington Quarterly), Vol. 24, No. 3, Summer 2001
- Sachs, Jeffrey (1997). Development Economics Blackwell Publishers ISBN 0-8133-3314-8
- Sachs, Jeffrey and Pistor, Katharina. (1997). The Rule of Law and Economic Reform in Russia (John M. Olin Critical Issues Series (Paper)) Westview Press ISBN 0-8133-3314-8
- Sachs, Jeffrey (1994). Poland's Jump to the Market Economy (Lionel Robbins Lectures) The MIT Press ISBN 0-262-69174-4
- Sachs, Jeffrey (1993). Macroeconomics in the Global Economy Prentice Hall ISBN 0-13-102252-0
- Sachs, Jeffrey (ed) (1991). Developing Country Debt and Economic Performance, Volume 1 : The International Financial System (National Bureau of Economic Research Project Report) University of Chicago Press ISBN 0-226-73332-7
- Sachs, Jeffrey and Warwick McKibbin Global Linkages: Macroeconomic Interdependence and Co-operation in the World Economy, Brookings Institution, June, 277 pages. (ISBN 0-8157-5600-3)
- Sachs, Jeffrey (ed) (1989). Developing Country Debt and the World Economy (National Bureau of Economic Research Project Report) University of Chicago Press ISBN 0-226-73338-6
- Bruno, Michael and Sachs, Jeffrey (1984), "Stagflation in the World Economy"